# ГЕС Торул
ГЕС Торул — гідроелектростанція на півночі Туреччини. Знаходячись перед ГЕС Kürtün, становить верхній ступінь каскаду на річці Harşit Çayı, яка впадає до Чорного моря на східній околиці міста Тиреболу.
У межах проекту річку перекрили кам'яно-накидною греблею з бетонним облицюванням висотою 142 метри (від фундаменту, висота від дна річки — 137 метрів) та довжиною 950 метрів, яка потребувала 4,3 млн м3 породи та 25 тис. м3 бетону. Вона утримує водосховище з площею поверхні 3,6 км2 та об'ємом 165,8 млн м3 (корисний об'єм 80,8 млн м3), в якому припустиме коливання рівня в операційному режимі між позначками 890 та 917 метр НРМ.
Зі сховища через правобережний гірський масив прокладено дериваційний тунель довжиною 4,2 км з діаметром 3,9 метра, який після запобіжного балансувального резервуару переходить у напірний водовід довжиною 0,4 км.
Розміщене у підземному машинному залі основне обладнання станції становлять дві турбіни типу Френсіс потужністю по 51,6 МВт, які при напорі у 288 метрів повинні забезпечувати виробництво 322 млн кВт-год електроенергії на рік.